# 大澤光
大澤 光（日语：大沢 ひかる、1995年3月9日—）是日本東京都出生的已引退女演員，此前隸屬於星塵傳播經紀公司。最廣為人知是飾演幪面超人GHOST的女主角，她自2019年之後再沒有拍攝電影或劇集，但仍然保留推特和粉絲交流。

## 生平
2010年，大澤目前在星塵傳播經紀公司工作。
她的首個主演角色是舞台劇《プール・サイド・ストーリー》，及後在不少的戲劇、電影及電視劇等演出。大澤在舞台劇有幾個演出角色，尤其是《十鬼之絆 ～關原奇譚～ 戀舞》。
2014年1月11日，她在電視節目《國王的早午餐》擔任記者。

## 演出作品

### 電視劇
| 年份 | 劇名                               | 角色       | 電視台     | 備註   | 參考  |
| ---- | ---------------------------------- | ---------- | ---------- | ------ | ----- |
| 2012 | ティーンコート                     | 江崎       | 日本電視台 | 第7集  |       |
| 2012 | 放學後再推理                       | 飯島祐子   | TBS電視台  |        |       |
| 2012 | D×TOWN「ボクらが恋愛できない理由」 | 鈴木さん   | 東京電視台 |        |       |
| 2013 | 新超異象之謎                       | 牧野イズミ | WOWOW      | 第10集 |       |
| 2013 | ホラーアクシデンタル               | 倉森夏希   | 富士電視台 | 第14集 |       |
| 2014 | 非常救援隊2                        | 山口瑠偉   | 朝日電視台 |        |       |
| 2015 | 美麗陷阱〜殘花繚亂〜               | 美咲       | TBS電視台  |        |       |
| 2015 | 死亡筆記                           | 諸水千智   | 日本電視台 |        | [ 6 ] |
| 2015 | 假面騎士Ghost                      | 月村朱里   | 朝日電視台 |        |       |

### 電影
| 年份 | 片名                       | 角色       | 備註     |
| ---- | -------------------------- | ---------- | -------- |
| 2011 | Anime Fan Tom              | 美香       | 主演角色 |
| 2013 | 人狼游戏                   | 稻葉瞳     |          |
| 2015 | 忘れないと誓ったぼくがいた | 藤村かなえ |          |
| 2015 | 進擊的巨人                 | イブキ     |          |
| 2016 | 假面騎士1號                | 月村朱里   | 主演角色 |

## 外部連結
- 大澤光的X（前Twitter） （已停止使用）
- 星塵傳播網站內的個人資料（页面存档备份，存于） （日語）
- 官方博客（页面存档备份，存于） （日語）